# Državni udar
Držávni udár ali púč je hitra, nasilna sprememba oblasti. Po navadi je v njem udeležena vojska ali državljani in se zaključi z zamenjavo oblasti, najsi bo to z ljubljencem ljudstva, ki je sprožilo državni udar, ali s častnikom, ki je vodil vojsko v državnem udaru.